# شمشیردندان‌نمایان
شمشیردندان‌نمایان (نام علمی: Nimravidae)، بانام دیگر گربه‌های دندان‌خنجری دروغین، یک خانواده منقرض‌شده از گوشت‌خوارسانان پستاندار، از زیرراسته گربه‌سانان هستند. سنگواره‌های این جانوران تاکنون از آمریکای شمالی و اوراسیا شناسایی شده‌است. شمشیردندان‌نمایان با وجود شباهت ظاهری نزدیک، از خانواده گربه‌ایان نیستند. هرچند از لحاظ فرگشتی بااین خانواده خویشاوندی دارند و هردو در یک زیرراسته (Feliformia) قرار می‌گیرند. با تخمین زدن عمر سنگواره‌ها، شمشیردندان‌نمایان از ائوسن پسین تا میوسن پسین (از بارتونین تا تورتونین، ۴۰٫۴ تا ۷٫۲ میلیون سال پیش)، درحدود ۳۳٫۲ میلیون سال می‌زیستند.
خانواده شمشیردندان‌نما (Barbourofelidae) درگذشته زیرخانواده‌ای از شمشیردندان‌نمایان طبقه‌بندی می‌شد، اما درسال ۲۰۰۴ میلادی به‌عنوان یک خانواده مستقل و متمایز از خانواده شمشیردندان‌نمایان شناخته شد. بااین‌حال برخی مطالعات همچنان از زیرخانواده بودن آن پشتیبابی می‌کنند. و این موضوع هنوز محل اختلاف است.

## کالبدشناسی

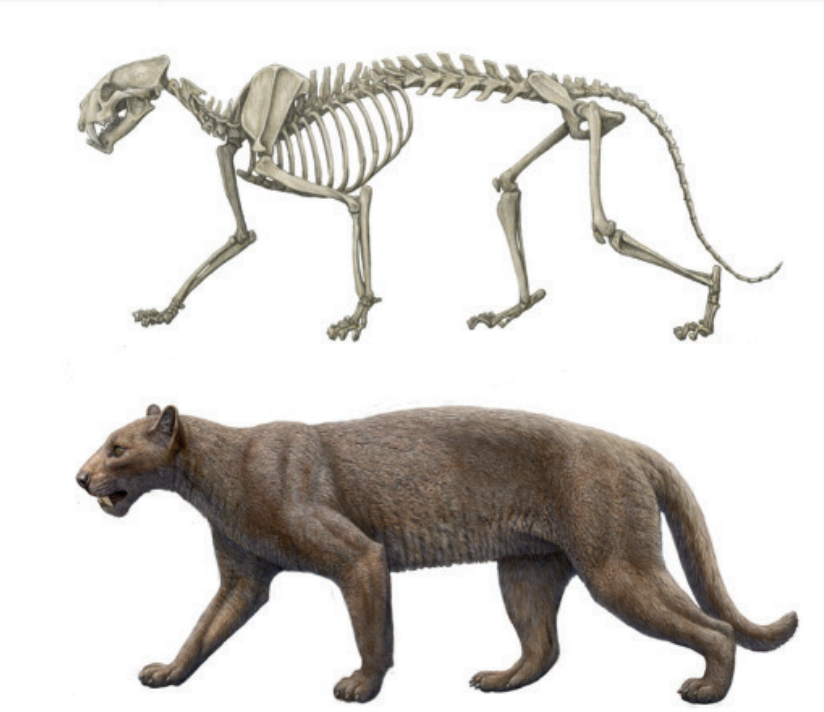
بازسازی فرضی از پیکر دینیکتیس، برپایه اسکلت

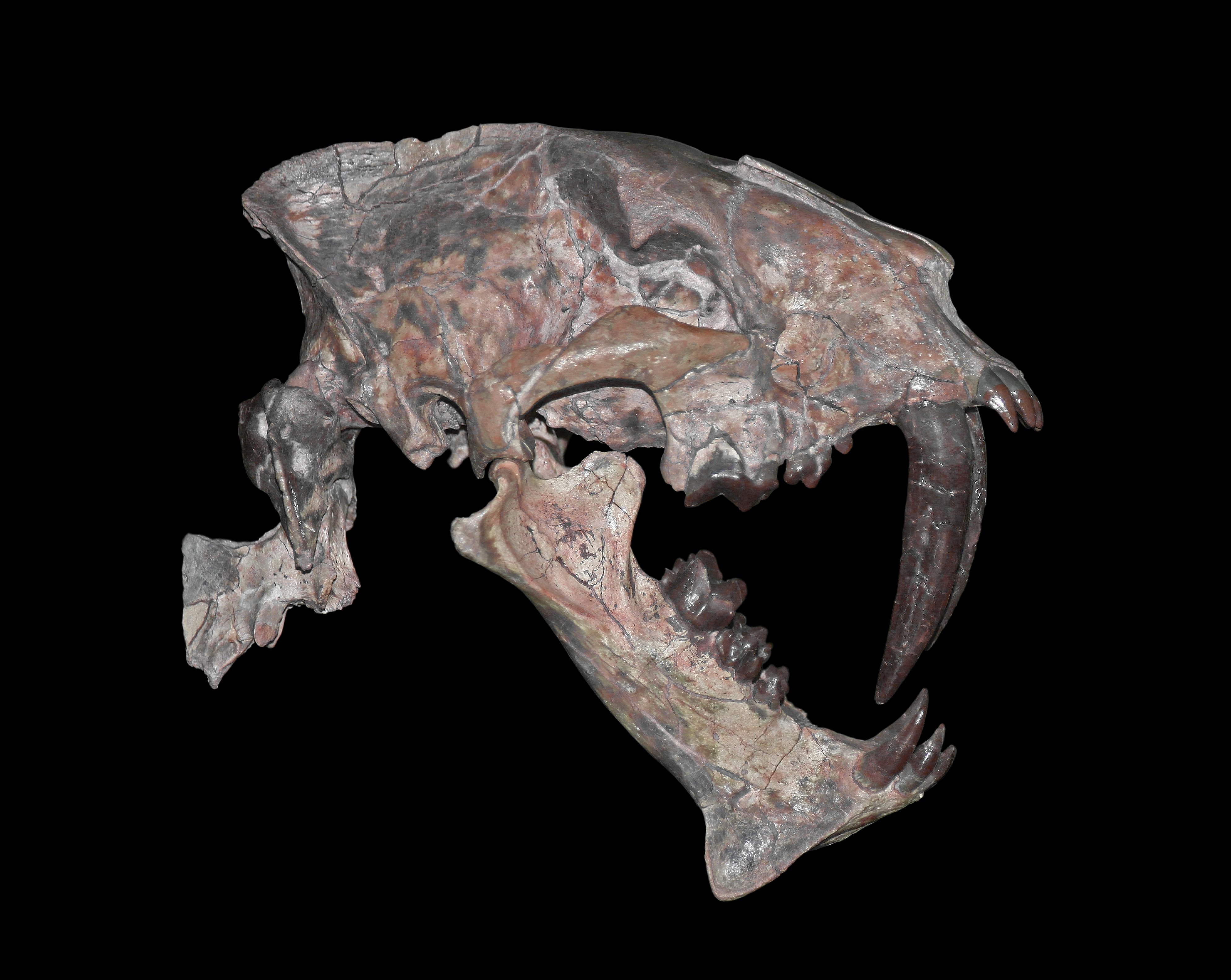
جمجمه مرگ‌افزار از نمای جانبی

بیشتر شمشیردندان‌نمایان از ماهیچه‌های نیرومند و بدنی باریک، شبیه گربه‌ایان امروزی برخوردار بودند. درمقایسه با گربه‌ایان، این جانوران پاها و دم کوتاه‌تری داشتند. برخلاف گربه‌سانان امروزی، شمشیردندان‌نمایان ساختار استخوانی متفاوتی در استخوانچه‌های گوش خود داشتند. گوش میانی گربه‌ایان امروزی در یک ساختار خارجی به نام بخش صماخی قرار دارد که توسط یک سپتوم به دوبخش جدا تقسیم شده‌است. بقایای شمشیردندان‌نمایان اما چنین چیزی را نشان نمی‌دهد و فرض براین است که آن‌ها دارای محفظه‌ای غضروفی در گوش بودند. پاهای این جانوران کوتاه بود و این موضوع نشان می‌دهد که آن‌ها تاحدودی کف‌رو و نیمه‌پنجه‌رو بوده‌اند، برخلاف گربه‌سانان امروزی که کاملاً پنجه‌رو هستند.
هرچند برخی گونه‌های شمشیردندان‌نمایان دارای ساختار بدنی مشابه شبیه گربه‌های دندان‌خنجری حقیقی مانند چاقودندان بودند، اما این شباهت‌ها نتیجه فرگشت همگرا و نه رابطه نزدیک خویشاوندی است. شمشیردندان‌نمایان دارای جداریختی در ساختار مربوط به جمجمه، آرواره و دندان‌ها با خانواده شمشیردندان‌نما بودند. فک پایین دارای یک جفت غلاف استخوانی بود که وظیفه محافظت از دندان‌های نیش فک بالا را برعهده داشتند. تیلاکوسمیلوس، گونه‌ای درنده پیشاتاریخی نزدیک به کیسه‌داران نیز دارای این ویژگی بوده‌است.

## تاریخ طبیعی

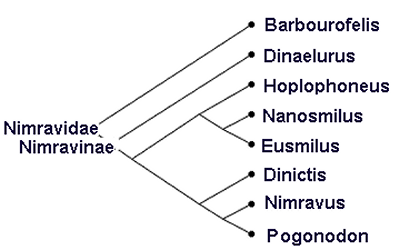
درخت تبارزایی خانواده شمشیردندان‌نمایان

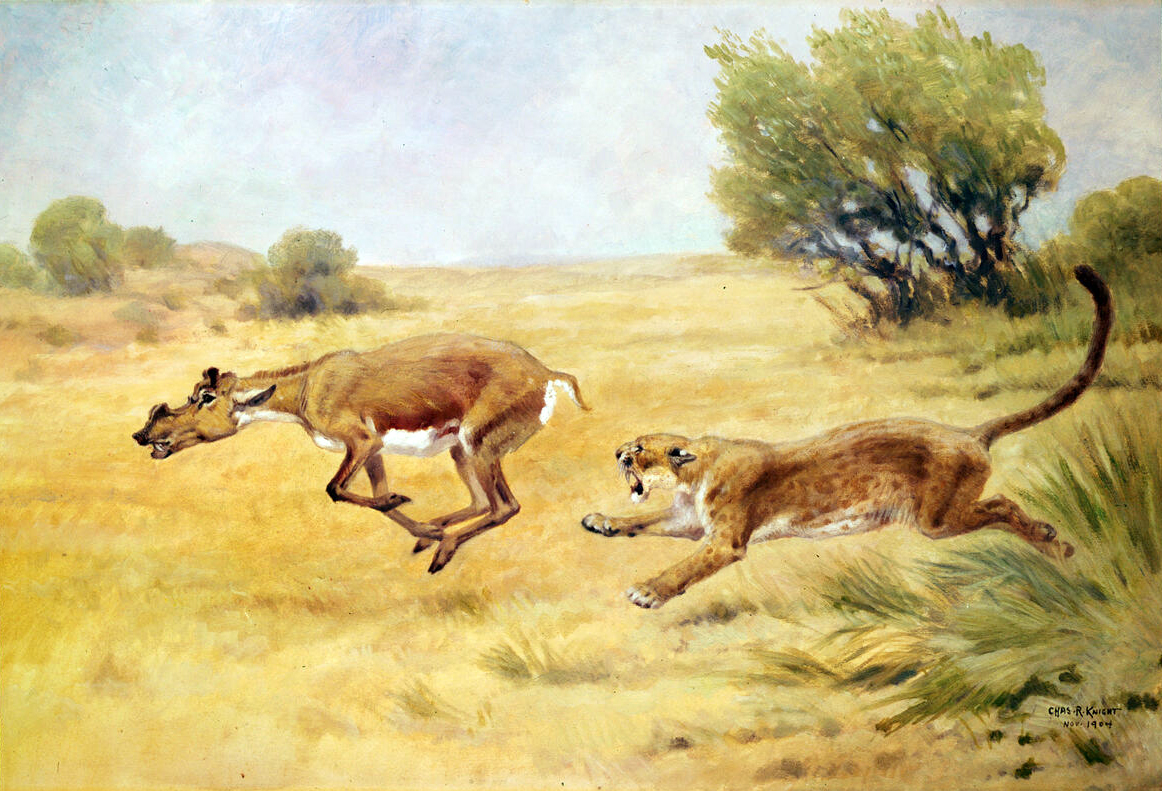
یک انگاشت هنری از دینیکتیس اثر چارلز نایت

شمشیردندان‌نمایان درمیانه ائوسن، حدود ۴۰ میلیون سال پیش، در آمریکای شمالی و آسیا پدیدار شدند. آب‌وهوای جهانی در آن زمان گرم و مرطوب بود، اما در پایان ائوسن هوا سردتر و خشک‌تر شد؛ درنتیجه جنگل‌های پرتراکم به جنگل‌های بازتر و کم‌درخت‌تری تبدیل شدند. این روند در الیگوسن نیز ادامه پیدا کرد و شمشیردندان‌نمایان درچنین زیستگاه‌هایی شکوفا شدند. آمریکای شمالی و آسیا درآن زمان متصل بوده و جانوران مشترک بسیاری در هردو قاره وجود داشتند. اروپا در الیگوسن بیشتر یک مجمع‌الجزایر بود تا قاره، هرچند پل‌های خشکی میان جزایر اروپا و دیگر خشکی‌ها باید وجود می‌داشت، زیرا شمشیردندان‌نمایان در آن سرزمین‌ها نیز گسترش یافتند.
سنگواره‌های گیاه‌خواران مربوط به میوسن نشان می‌دهند که دراین زمان بسیاری از گیاه‌خواران سازگار با بیشه‌زارها و دشت‌ها توانستند جایگزین گیاه‌خواران جنگل‌زی شوند. این نشان می‌دهد که گرم‌دشت‌ها دربخش پهناوری از قاره آمریکای شمالی و آسیا گسترده شدند. شمشیردندان‌نمایان همزمان با کاهش جنگل‌ها منقرض شدند. در اروپا اما این جانوران به‌دلیل شرایط پایدارتر زیستگاه‌ها، مدت بیشتری دوام آورند. هنگامی که وضعیت اقلیمی در اروپا نیز تغییر یافت، آخرین بازماندگان این خانواده حدود ۹ تا ۷ میلیون سال پیش منقرض شدند.